# Bodhicaryavatara
Bodhicharyāvatāra, odnosno u hrvatskom prijevodu Vodič kroz način života bodisatve, čuveni je mahajanski budistički tekst autora Šantideve napisan na Sanskrtu. Šantideva je bio budistički redovnik koji je u VIII. stoljeću živio i djelovao na monaškom sveučilištu Nalanda u Indiji. Djelo se sastoji od deset poglavlja posvećenih razvoju bodićite (uma prosvjetljenja) primjenom šest savršenstava i sažeto prikazuje bît Budina učenja. Tekst započinje poglavljem koje opisuje blagodati želje za postizanjem prosvjetljenja. Šesto poglavlje o Paramiti strpljenja (kšanti) mnogi budisti smatraju vrhuncem pisanja o toj temi i ono je izvor brojnih citata koji se pripisuju Šantidevi.
Sva vrlinska djela i zasluge,
.. .

Što smo ih prikupljali tisućama eona

Mogu se uništiti samo jednim trenutkom ljutnje. (6.1.)

Nema zla goreg od ljutnje

Niti vrline veće od strpljenja.

Zato na sve moguće načine

Valja prakticirati strpljenje. (6.2.)

Mnogi tibetski učenjaci napisali su svoja tumačenja tog teksta.

## Poglavlja
1. Blagodati bodićite (želje za postizanjem punog prosvjetljenja za dobrobit drugih)
2. Pročišćavanje negativnosti
3. Stvaranje uma prosvjetljenja u sebi
4. Oslanjanje na savjesnost
5. Održavanje svjesnosti
6. Prakticiranje strpljenja
7. Prakticiranje vedrog nastojanja
8. Prakticiranje mentalnog uravnoteženja
9. Savršenstvo mudrosti
10. Posveta

## Dostupni prijevodi
- Shantideva. Vodič kroz način života Bodhisattve: budistički spjev za suvremeno doba - kako živjeti život smisla i altruizma (Bodhicaryavatara). Budistički centar Kailash, Tharpa Hrvatska, Split, 2006. (Ulomak iz 1. poglavlja (Objašnjenje dobrobiti bodićite)  Arhivirana inačica izvorne stranice od 28. prosinca 2007. (Wayback Machine))

## Dostupna tumačenja
- Kelsang Gyatso.  Vrijedno pažnje: Tumačenje Šantidevina vodiča kroz način života Bodhisattve.  Budistički centar Kailash, Tharpa Hrvatska, Split, 2006.

## Vidjeti još
- Šantideva